# 中国人民解放军济南军区空军
中国人民解放军济南军区空军，机关驻地山东省济南市，是中国人民解放军空军驻中国人民解放军济南军区的战役军团，归中国人民解放军空军建制，受中国人民解放军空军、中国人民解放军济南军区双重领导。领导和指挥驻山东省、河南省空军部队。主要担负本区防空作战，空中进攻作战，协同陆、海军作战等任务。

## 沿革
1967年6月1日，中央军委批准，将中国人民解放军空军第六军军部扩编为中国人民解放军济南军区空军。1967年9月15日，正式行使军区空军职权。机关设有司令部、政治部、后勤部、工程部。1970年2月，撤销工程部。1976年2月增设航空工程部，1993年9月改称装备技术部，1998年12月整编为装备部。
济南军区空军成立后，空军第六军下辖的驻山东省和徐海地区（即徐州和连云港地区）部队划归济南军区空军建制。1975年2月，济南军区空军辖区1所航空学校，从空军直属改归济南军区空军建制。1978年10月，所属航空学校和驻徐海地区部队划归中国人民解放军南京军区空军建制。1985年下半年，中国人民解放军武汉军区空军撤销后，驻河南省空军部队、院校划归济南军区空军建制；同时调整、撤销、合并了部分单位。到20世纪末，济南军区空军已成为包括航空兵、地空导弹兵、雷达兵、通信兵及其他专业兵的合成军队。
济南军区空军长期担负辖区内防空作战任务。1971年12月30日，空军航空兵第五师团长杨国祥驾机执行空投原子弹试验任务时，投弹系统发生故障，在地面指挥员指挥下，杨国祥驾机载弹安全着陆。排除故障后，杨国祥于1972年1月7日空投原子弹试验成功。济南军区空军部队遂行黄河炸凌防洪、唐山抗震救灾、抢救遭黄河水围困的胜利油田、青岛黄岛油库灭火、飞播造林、人工增雨，以及援建徐州观音机场、胜利油田机场等。
2016年1月至2月，在深化国防和军队改革中，撤销各大军区，成立战区。原济南军区空军部队转隶3个战区，被调整到10个单位。

## 历任领导
| 司令员 1. 吴宗先（1967年8月—1972年12月） 2. 王子祥（1975年8月—1983年5月） 3. 林基贵 空军中将（1983年5月—1993年1月，1987年9月起为济南军区副司令员兼） 4. 吴光宇 空军中将（1993年1月—1994年10月，济南军区副司令员兼） 5. 韩瑞阶 空军中将（1994年10月—1997年11月，济南军区副司令员兼） 6. 郭玉祥 空军中将（1997年11月—2003年1月，济南军区副司令员兼） 7. 何为荣 空军中将（2003年1月—7月，济南军区副司令员兼） 8. 刘忠兴 空军中将（2003年7月—2010年12月，济南军区副司令员兼） 9. 张建平 空军中将（2011年1月—7月，济南军区副司令员兼） 10. 郑群良 空军中将（2011年7月—2012年12月，济南军区副司令员兼） 11. 孙和荣 空军中将（2012年12月—2016年，济南军区副司令员兼） 副司令员 - 王定烈（1968年11月—1975年5月） - 谭有富（1969年9月—？） - 刘英（1969年9月—？） - 刘鹤田（？—？） - 刘焕岐（1978年1月—1992年11月） - 王香雄（1978年2月—1983年5月） - 夏伯勋（？—？） - 季学范（？—？） - 曾幼诚（？—1985年8月） - 宋文洲 空军少将（1983年5月—1991年11月） - 辛殿枫 空军少将（1990年6月—1992年12月） - 李惠礼 空军少将（1992年10月—1999年12月） - 左印生 空军少将（1993年6月—1998年12月） - 贺毓本 空军少将（1993年12月—2000年12月） - 徐俊宝 空军少将（1995年7月—1997年12月） - 朱远斌 空军少将（1999年12月—2008年7月） - 胡怀乾 空军少将（2000年12月—2006年12月） - 凤景泉 空军少将（2004年12月—2009年） - 林杰 空军少将（2006年9月—2007年5月） - 孙徳贤 空军少将（2007年6月—2008年） - 吴辉建 空军少将（2008年7月—？） - 麻振军 空军少将（2008年11月—2010年5月） - 郑群良 空军少将（2010年5月—2011年6月） - 孙和荣 空军少将（2011年—2012年12月） - 周利 空军少将（2013年7月—2016年） - 刘千里 空军少将（2014年6月—2016年） | 政治委员 1. 李勃（1967年6月—1968年10月） 2. 关盛志（1968年12月—1978年1月） 3. 王平水（1975年5月—1977年5月，第二政治委员） 4. 张雍耿（1978年5月—1983年5月） 5. 张振先（1983年5月—1987年2月） 6. 杨汉文 空军中将（1990年6月—1993年1月） 7. 张汉平 空军中将（1993年12月—1996年11月） 8. 冯永生 空军中将（1996年11月—2000年12月） 9. 王吉连 空军中将（2000年12月—2003年12月） 10. 芮清凯 空军中将（2003年12月—2007年6月） 11. 王金相 空军中将（2007年6月—2010年7月） 12. 刘绍亮 空军中将（2010年7月—2012年12月） 13. 于忠福 空军中将（2012年12月—2014年7月） 14. 范骁骏 空军少将（2014年7月—2015年7月） 15. 白文奇 空军中将（2015年7月—2016年1月） 副政治委员 - 李振声（1968年7月—1974年3月） - 于应龙（1975年5月—？） - 罗平（？—？） - 王云（？—？） - 龚友源（？—？） - 杨大伦（？—？） - 师洪瑞 空军少将（1986年5月—1992年10月） - 杨汉文 空军少将（1987年2月—1990年6月） - 张汉平 空军少将（1988年12月—1992年10月） - 王昭铭 空军少将（1990年6月—1992年10月） - 乔清晨 空军少将（1992年10月—1996年1月） - 郭玉祥 空军少将（1992年10月—1995年12月） - 许仁道 空军少将（1994年12月—2001年5月） - 安基业 空军少将（1995年7月—1997年12月） - 杨治理 空军少将（1997年12月—2002年7月） - 朱建新 空军少将（2000年12月—2006年1月） - 李绍林 空军少将（2001年5月—2003年11月） - 李恩 空军少将（2002年7月—？） - 龚德宏 空军少将（2003年12月—2004年12月） - 高增基 空军少将（2006年7月—？） - 严宝发 空军少将（2008年3月—2011年6月） - 秦建辉 空军少将（2011年6月—2013年5月） - 赵勇 空军少将（2013年5月—2014年9月） - 卫明 空军少将（2014年12月—2016年） 顾问 - 关盛志（？—？） - 季学范（？—？） - 岳天培（？—？） |

| 参谋长 - 谭有富（1968年7月—1969年9月） - 王翰文（1969年9月—1975年5月） - 刘鹤田（1975年5月—？） - 张代松（？—？） - 张茂泉（？—？） - 贺毓本 空军少将（1985年8月—1993年12月） - 徐俊宝 空军少将（1993年12月—1995年7月） - 王全博 空军少将（1995年7月—1999年6月） - 刘金龙 空军少将（1999年6月—2003年12月） - 张杰传 空军少将（2003年12月—2009年6月） - 孙和荣 空军少将（2009年6月—？） - 周利 空军少将（？—2013年7月） - 俞庆江 空军少将（2013年11月—2015年） 副参谋长 - 王翰文（1968年6月—1969年9月） - 刘英（1968年6月—1969年9月） - 赵沛章（1969年7月—1972年4月） - 张强生（1969年12月—？） - 傅守敬（1970年2月—？） - 王均（1970年5月—？） - 刘焕岐（1973年10月—1978年1月） - 程尚友（1973年12月—？） - 张华（1975年7月—？） - 洪绍魁 空军少将（1985年8月—1992年10月） - 徐俊宝 空军少将（1985年8月—1993年12月） - 刘金龙 空军少将（1992年10月—1999年6月） - 张杰传 空军少将（1996年12月—1998年12月） - 周瑞华 空军少将（1999年7月—2001年12月） - 孙忠元 空军少将（2001年12月—？） - 杨卫东 空军少将（2003年1月—？） - 王小京 空军少将（2004年7月—2005年7月） - 李春潮 空军少将（2008年9月—？） - 夏光伟 空军少将（2009年—？） - 俞庆江 空军少将（2009年—2013年11月） - 王强 空军少将（2013年12月—2016年） - 严锋 空军少将（2015年—2016年） | 政治部主任 - 郭黔（1968年7月—1974年1月） - 肖鸿云（？—？） - 刘致中（？—？） - 阎丛霖（？—？） - 王昭铭 空军少将（1985年8月—1992年10月） - 尹庆立 空军少将（1992年10月—1995年12月） - 杨治理 空军少将（1995年12月—1997年12月） - 李绍林 空军少将（1997年12月—2001年5月） - 吴绪祥 空军少将（2001年5月—2006年7月） - 高增基 空军少将（2006年7月—2010年3月） - 冯世平 空军少将（2010年3月—2012年9月） - 卫明 空军少将（2012年9月—2013年7月） - 王建起 空军少将（2013年7月—2014年11月） - 王征 空军少将（2014年11月—2016年） 政治部副主任 - 沈士良（1968年6月—？） - 朱玉珍（1968年6月—？） - 王巍（1969年12月—？） - 林青（1975年7月—1978年1月） - 王致和（1975年12月—？） - 朱一军 空军少将（1985年8月—1992年10月） - 李绍林 空军少将（1993年1月—1994年4月） - 敬应龙 空军少将（1994年3月—1997年12月） - 段志英 空军少将（1997年12月—2001年12月） - 郑建中 空军少将（2001年12月—？） - 陈士辉 空军少将（2005年1月—2009年） - 刘德伟 空军少将（？—2009年） - 陈洪根 空军少将（2008年7月—？） - 王建起 空军少将（2009年—2013年7月） - 王远明 空军少将（2015年—2016年） |

| 后勤部部长 - 王均（1968年8月—1970年5月） - 高洪举（1970年12月—1978年） - 武吉 空军少将（1985年8月—1992年10月） - 张剑 空军少将（1992年10月—1995年12月） - 李宗林 空军少将（1995年12月—2000年6月） - 刘克勤 空军少将（2000年6月—2003年12月） - 周先进 空军少将（2003年12月—2007年6月） - 刘克勤 空军少将（2007年6月—2010年） - 王讯谟 空军少将（2010年—2013年） - 张国甫 空军少将（2013年—2016年） | 后勤部政治委员 - 吴林友（1967年9月—1969年3月） - 牛文兰（1969年4月—？） - 吕龙登 空军少将（1987年2月—1990年6月） - 喻集禧 空军少将（1990年6月—1994年12月） - 霍新堂 空军少将（1994年12月—1999年7月） - 李英沛 空军少将（1999年7月—2003年12月） |

| 装备部部长 - 沈诚（1985年8月—1990年6月） - 吴锦源 空军少将（1994年12月—1999年7月） - 魏钢 空军少将（1999年7月—2002年2月） - 吴辉建 空军少将（2002年2月—2008年7月） - 王洪国 空军少将（2008年7月—2012年） - 朱小军 空军少将（2012年—？） | 纪律检查委员会书记 …… - 曾幼诚 空军中将（1985年8月—1990年4月） - 黎邦遂 空军少将（？—1993年6月逝世） …… |

| 济南军区空军善后工作办公室主任 - 周利 空军少将（2016年1月—2017年） | 济南军区空军善后工作办公室政治委员 - 王征 空军少将（2016年1月—2017年） |

## 荣誉
曾被授予荣誉称号的单位有：
- 飞行安全红旗独立大队：由中央军委授予[1][2]。
- 读书育人模范连：由空军授予[1][2]。
- 拥政爱民模范营：由空军授予[1][2]。
- 模范强击机飞行大队：由空军授予[1][2]。
- 尊干爱兵模范雷达站：由空军授予[1][2]。
- 优质安全模范机务大队：由空军授予[1][2]。

曾被授予荣誉称号的个人有：
- 忠于职守勇于献身的优秀干部：周士林。由空军授予[1][2]。
- 模范飞行大队长：孙文庆。由空军授予[1][2]。